# Lenacapavir
Il Lenacapavir, venduto con il nome commerciale di Sunlenca, è un farmaco antiretrovirale utilizzato per il trattamento dell'HIV/AIDS. Viene assunto per bocca o tramite iniezione sottocutanea.
Fra gli effetti collaterali più comuni vi sono reazioni nel sito di iniezione e nausea.
Il Lenacapavir è stato approvato per il trattamento medico nell'Unione europea nell'agosto 2022, in Canada nel novembre 2022, e negli Stati Uniti nel dicembre 2022. È il primo di una classe di farmaci chiamati inibitori del capside a essere approvato dalla Food and Drug Administration (FDA) statunitense per il trattamento dell'HIV/AIDS. Nel giugno 2025, negli Stati Uniti è stato approvato dalla FDA anche l'uso come farmaco per prevenire l'infezione.

## Usi medici
Il lenacapavir, in combinazione con altri antiretrovirali, è indicato per il trattamento dell'HIV/AIDS. Viene utilizzato negli adulti di cui si è riscontrata sperimentalmente una resistenza multipla ai farmaci, per i quali l'attuale terapia antiretrovirale è inefficace a causa di resistenza, intolleranza o insufficiente sicurezza. È stata inoltre riscontrata un'elevata efficacia come profilassi pre-esposizione all'HIV (PrEP) nelle donne eterosessuali in Africa. Sono in corso ulteriori studi per valutare l'efficacia negli uomini che hanno rapporti sessuali con altri uomini e nelle persone che si iniettano droghe.

## Meccanismo d'azione
Lenacapavir agisce legandosi direttamente all'interfaccia tra le subunità della proteina del capside virale dell'HIV-1 (p24) negli esameri del capside, interferendo con le fasi essenziali della replicazione virale, tra cui l'assorbimento nucleare mediato dal capside del DNA provirale dell'HIV-1, l'assemblaggio e il rilascio del virus, la produzione di subunità della proteina del capside e la formazione del nucleo del capside. La Food and Drug Administration statunitense lo considera un farmaco di prima scelta, vale a dire un farmaco prototipico che presenta un meccanismo di azione nuovo e unico per trattare una particolare condizione medica.

## Storia
Lenacapavir è stato sviluppato da Gilead Sciences.
La sicurezza e l'efficacia del farmaco sono state accertate da uno studio clinico multicentrico condotto su 72 partecipanti la cui infezione da HIV era resistente a più classi di farmaci anti-HIV.[11] Questi partecipanti dovevano avere alti livelli di virus nel sangue nonostante fossero in trattamento con farmaci antiretrovirali. I partecipanti sono stati arruolati in uno dei due gruppi di studio. Un gruppo è stato randomizzato per ricevere lenacapavir o il placebo in doppio cieco, mentre l'altro gruppo ha ricevuto lenacapavir in aperto. La misura primaria dell'efficacia è stata la proporzione di partecipanti nel gruppo di studio randomizzato che ha raggiunto un certo livello di riduzione del virus durante i primi 14 giorni rispetto al livello basale.
Nel 2024, Science ha nominato il lenacapavir come "scoperta dell'anno 2024", citando la sua "sorprendente efficacia del 100%" in un ampio studio di efficacia nelle donne e "l'efficacia del 99,9% in persone di sesso diverso che hanno rapporti sessuali con uomini", sottolineando che la ricerca che ha fornito una "nuova comprensione della struttura e della funzione della proteina capsidica dell'HIV" ha portato al "successo fuori scala" del farmaco.
La Food and Drug Administration statunitense ha riposto affermativamente alla richiesta della casa produttrice di designazioni di priority review, fast track e breakthrough therapy.

## Cultura e società

### Status giuridico
Nel giugno 2022, il Comitato per i medicinali per uso umano dell'Agenzia europea per i medicinali ha adottato un parere positivo, raccomandando la concessione dell'autorizzazione all'immissione in commercio per il medicinale Sunlenca, destinato al trattamento di adulti con infezione da virus dell'immunodeficienza umana di tipo 1 (HIV-1) multiresistente. Il richiedente per questo medicinale era Gilead Sciences Ireland UC.
Il Lenacapavir è stato approvato per uso medico nell'Unione europea nell'agosto 2022, in Canada nel novembre 2022, e negli Stati Uniti nel dicembre 2022.
Nel luglio 2025, poche settimane dopo la decisione della FDA statunitense, l'EMA ha autorizzato l'uso del farmaco come profilassi preventiva del virus HIV 1 tramite iniezione semestrale.

### Aspetti economici
Al 2024, il farmaco, brevettato e prodotto da Gilead, ha un costo di 42.250 dollari per il primo anno di trattamento. Uno studio presentato nel luglio 2024 ha rilevato che la produzione di massa di una versione generica consentirebbe un margine di profitto del 30% su un prezzo annuo di 40 dollari se utilizzata da 10 milioni di persone. Gli autori hanno affermato che, per abbassare significativamente i livelli di HIV, sarebbe probabilmente necessario che 60 milioni di persone assumessero il farmaco a scopo preventivo.

## Ricerca
Al 2021 era in fase di sperimentazione clinica II/III. È stato poi in fase di studio come trattamento per i pazienti affetti da HIV con virus multiresistente e come farmaco iniettabile due volte all'anno per la profilassi pre-esposizione.
Sono stati condotti studi sull'uso del Lenacapavir nei soggetti non in trattamento. Per i soggetti viralmente soppressi che cambiano trattamento, i primi studi hanno testato iniezioni di lenacapavir in combinazione con infusioni degli anticorpi ad ampia neutralizzazione teropavimab e zinlirvimab e di lenacapavir con islatravir.
Uno studio clinico di fase 3 ha esaminato l'efficacia per la prevenzione pre-esposizione dell'HIV (PrEP). Ha riscontrato un rapporto di incidenza pari a 0,00 (poiché non si sono verificati casi nel gruppo lenacapavir) con un intervallo di confidenza del 95% di 0,00-0,04 con p<.001. Le reazioni nel sito di iniezione hanno portato all'interruzione del trattamento nello 0,2% dei pazienti trattati con lenacapavir.
Un altro studio di fase III su lenacapavir ha esaminato l'incidenza rispetto al tasso storico basale per le persone di sesso maschile. Ha rilevato un rapporto di incidenza di 0,04 con un intervallo di confidenza del 95% compreso tra 0,01 e 0,18, a p<.001. Le reazioni manifestatesi nel sito di iniezione hanno portato all'interruzione del trattamento nell'1,2% dei pazienti.